# Alnus hirsuta
Alnus hirsuta är en björkväxtart som först beskrevs av Édouard Spach, och fick sitt nu gällande namn av Franz Josef Ivanovich Ruprecht. Alnus hirsuta ingår i släktet alar, och familjen björkväxter. Inga underarter finns listade.
Arten förekommer i östra Kina, östra Ryssland, på Koreahalvön och i Japan. Den växer i kulliga områden och i bergstrakter mellan 700 och 1500 meter över havet. Alnus hirsuta är ett av de första träd som etablerar sig i fuktiga områden. Den ingår i skogar och hittas vid vattendrag. Exemplaren kan bli 30 meter höga.
För beståndet är inga hot kända. Hela populationen anses vara stor. IUCN listar arten som livskraftig (LC).

## Bildgalleri

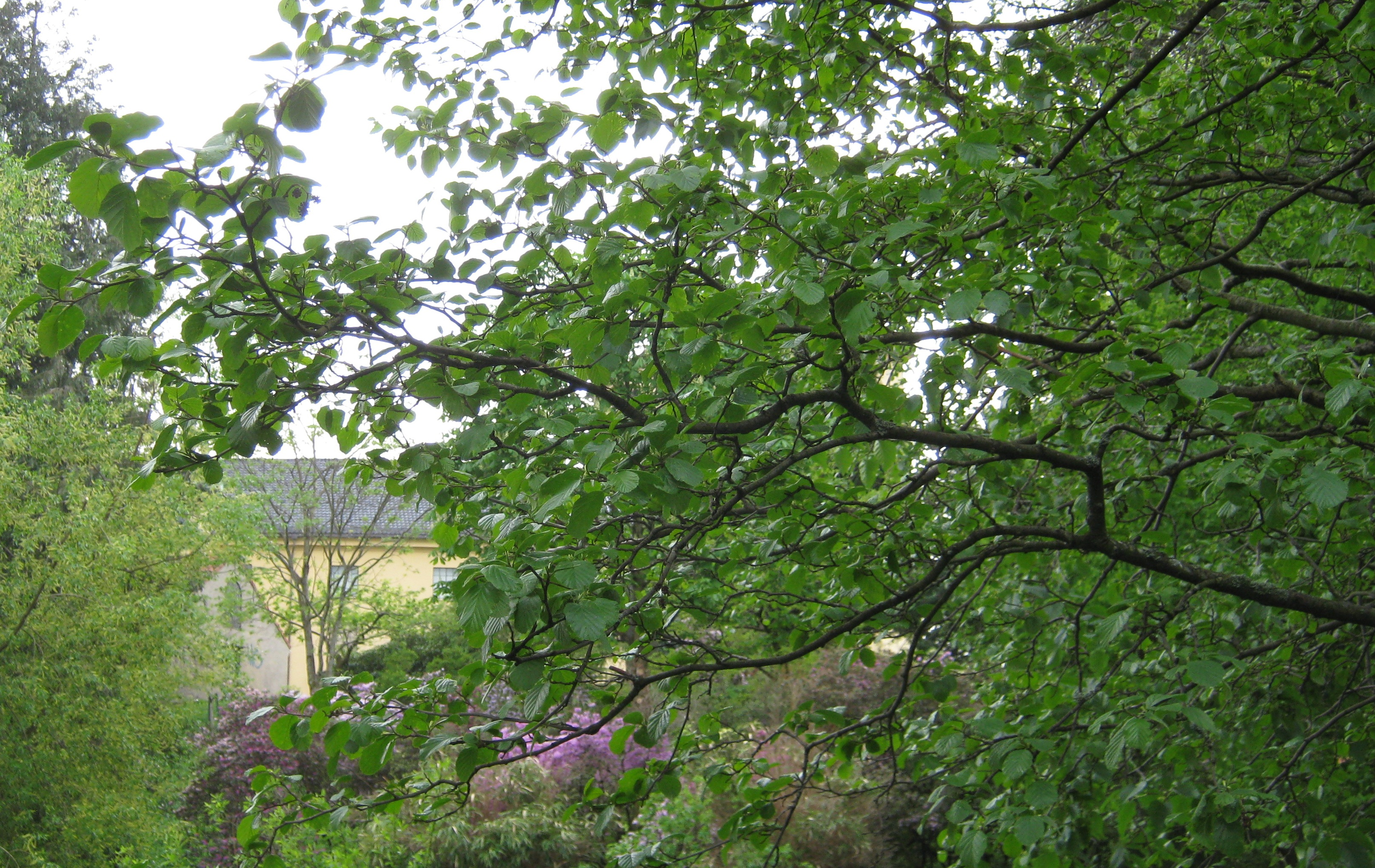
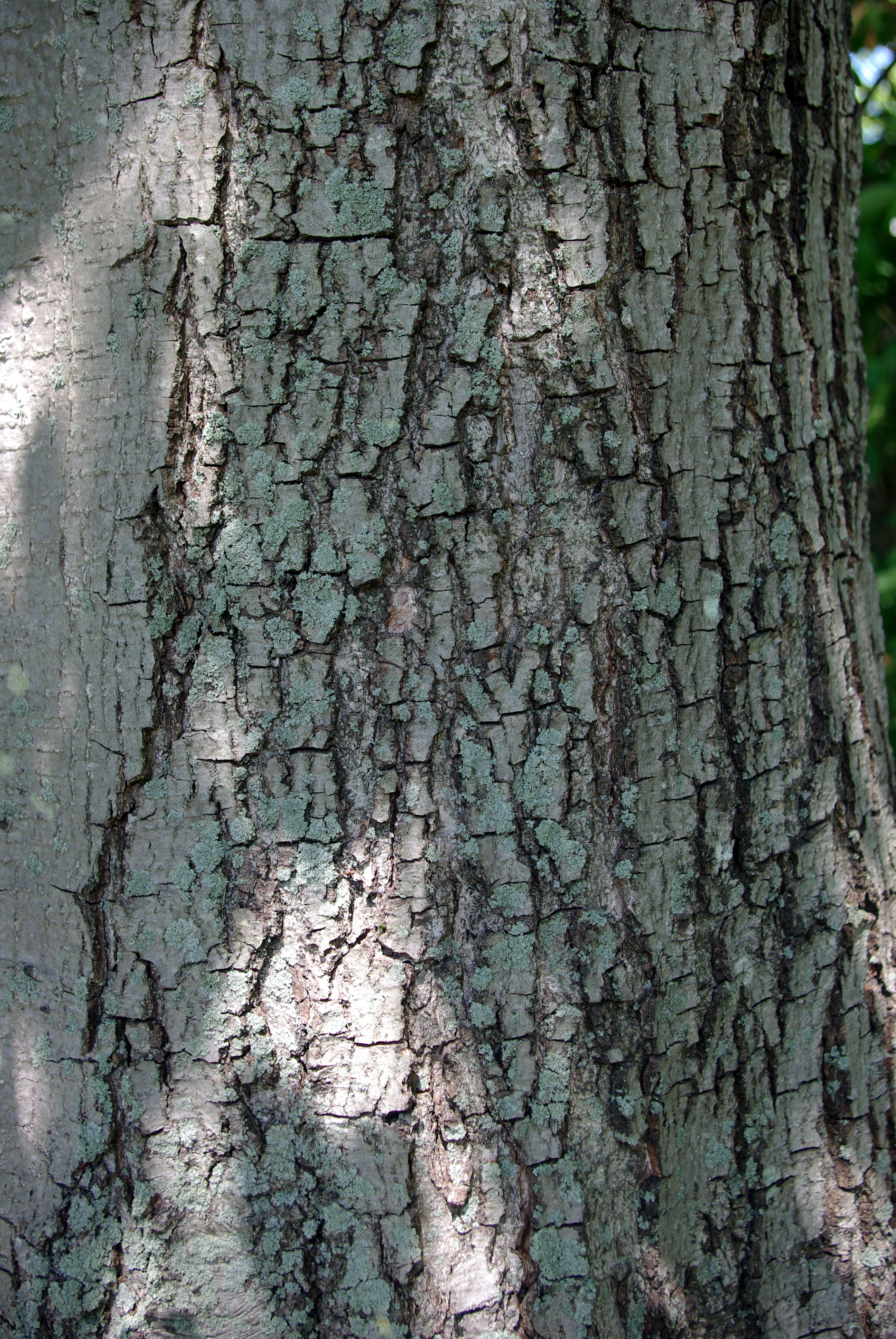
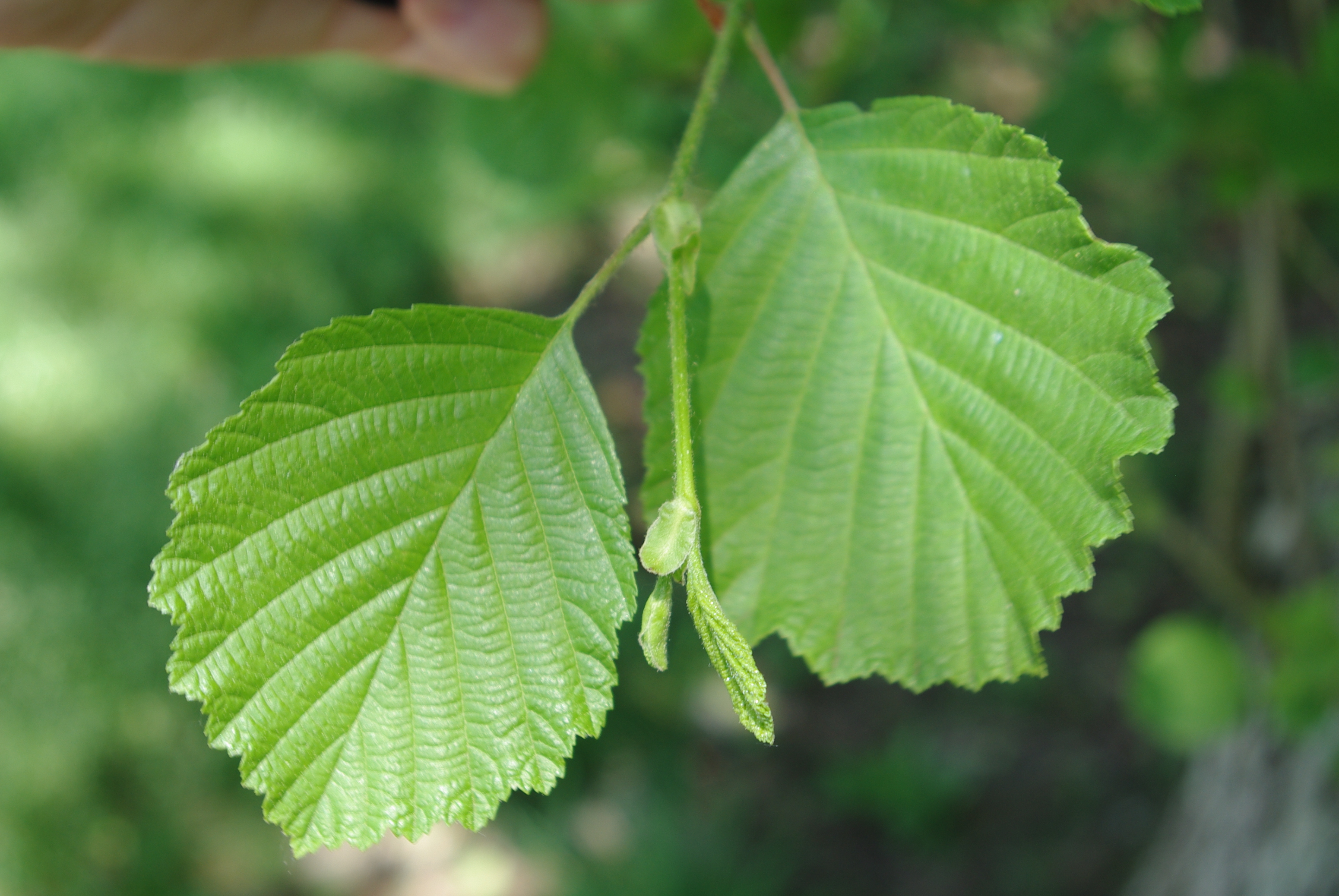
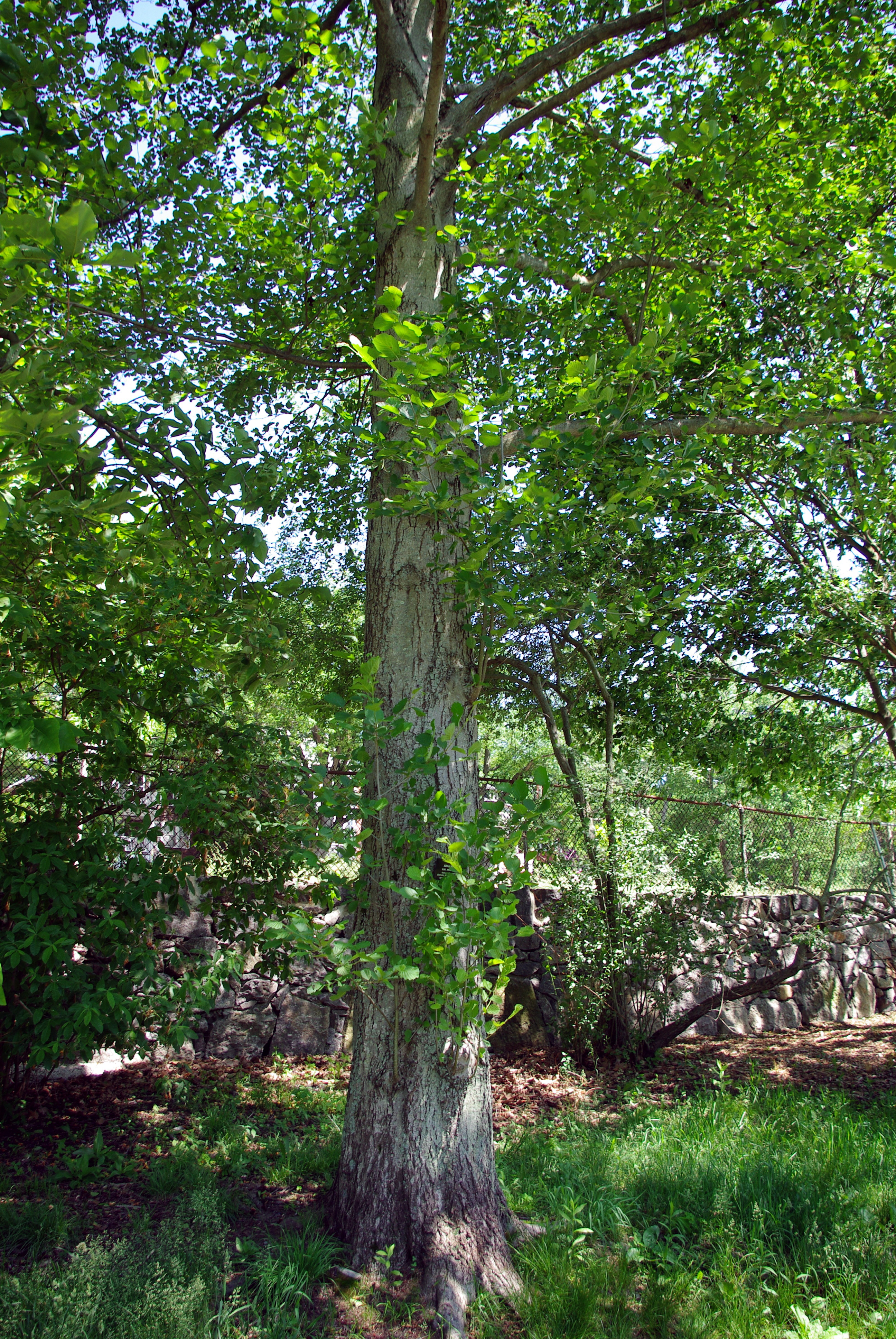
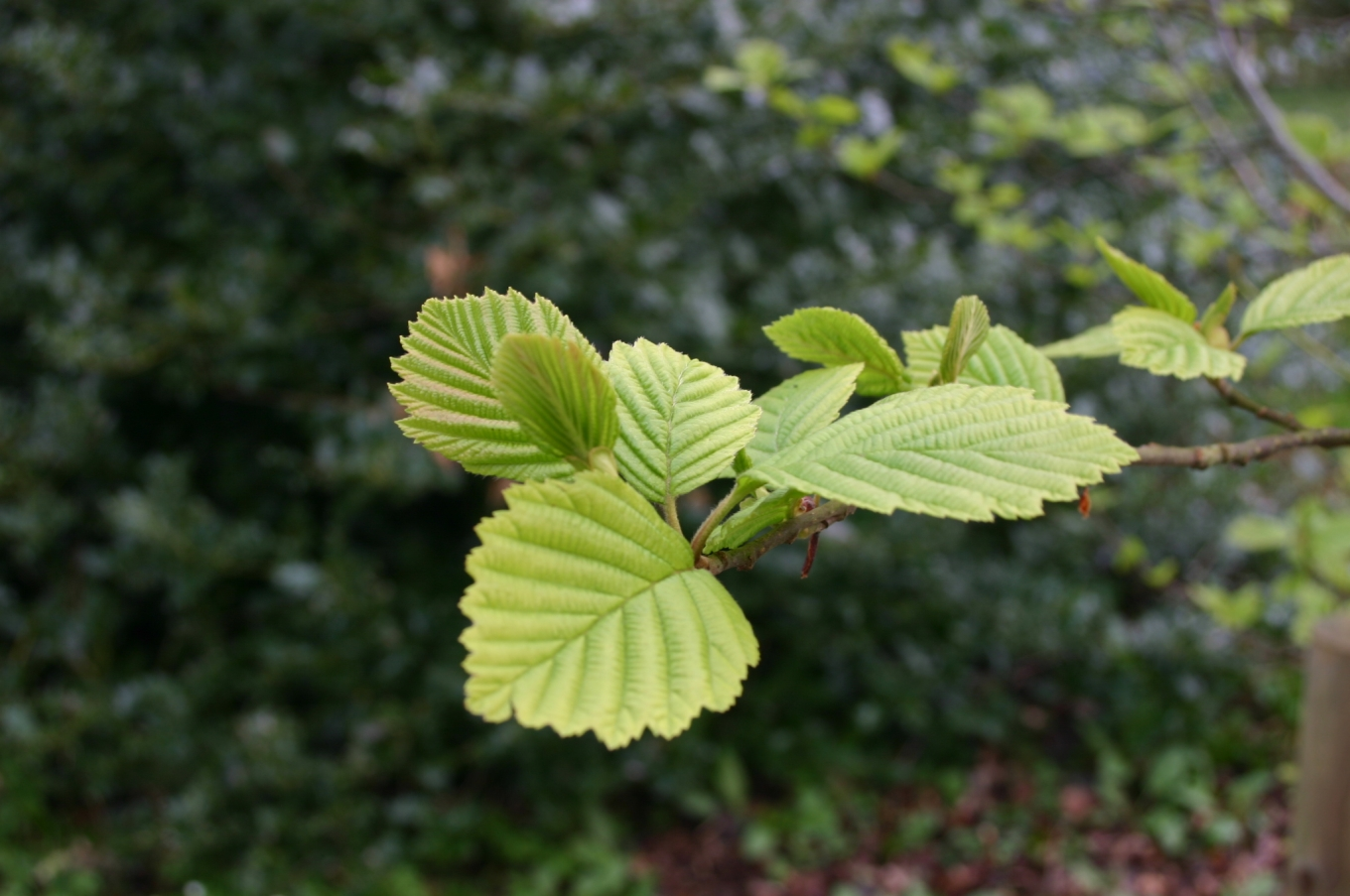
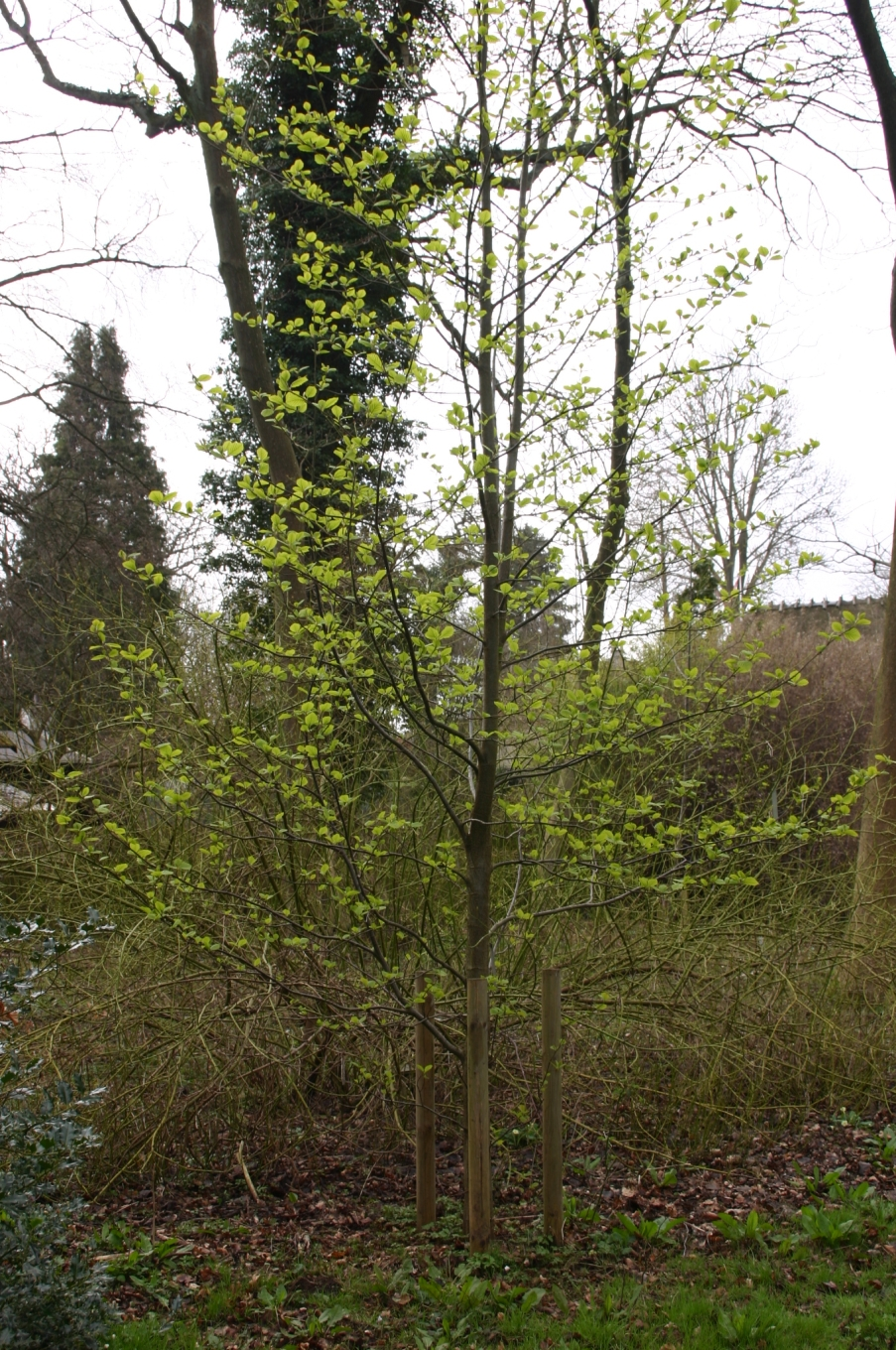